# Toby Ziegler
Toby Ziegler est un personnage de fiction de la série télévisée À la Maison-Blanche, interprété par Richard Schiff et doublé par Philippe Bellay en version française. Il est directeur de la communication de la Maison-Blanche.

## Biographie fictive

### Pendant la série
Il est le directeur de la communication de la Maison-Blanche. Toby n'était que le deuxième choix du Président à ce poste. En effet, Bartlet avait d'abord proposé le poste à David Rosen, mais ce dernier avait décliné l'offre, préférant le privé. Alors, sous l'impulsion de Josh et Leo, il s'était tourné vers Toby...
Le Président n'hésite pas à dire que c'est Toby le plus sensé de l'histoire, et qu'il a pratiquement toujours raison. À l'instar de Leo McGarry, Toby s'oppose plusieurs fois au président, mais contrairement à Leo, il n'a pas la patience d'être en tête à tête pour le faire. Honteux d'avoir mis le président en difficulté devant d'autres collaborateurs il lui présentera même sa démission, que ce dernier refusera, lui renouvelant ainsi sa confiance.
Toby est sans aucun doute le personnage le plus psychologiquement complexe de la série. En plus de son rôle de directeur de la communication, il est un conseiller du président pour des problématiques techniques : statistiques de production, pourcentages, calculs électoraux, etc. au point de concurrencer Josh sur son terrain.
Toby est un penseur génial, comme le montre une intervention dans un amphithéâtre d'université, mais aussi un être complexé, souvent absent lorsqu'il réfléchit. Il est généralement d'un grand calme, mais aussi capable d'agir trop vite sous le coup de la colère, comme lors de ses accrochages avec le Président, voire de devenir violent (lorsqu'il se bat avec Josh). Il commencera à prendre conscience de ce défaut lorsque, obligé de remplacer « CJ » Cregg au poste de porte-parole, il sera très vite mis en difficulté par les journalistes et perdra très vite pied, à cause justement de ce manque de self-control.
Sur le plan sentimental, il a manifestement un complexe d'infériorité vis-à-vis de son physique, et il lui faudra du temps pour comprendre que les aspects de lui qui plaisent aux femmes sont sa calvitie, son intelligence, et son sens de l'humour (pour ce dernier, lorsqu'il est bien disposé).

### Autres informations
Il a été marié avec une femme membre du Congrès, et dont il est divorcé même s'ils s'entendent encore bien... au point d'avoir deux enfants ensemble (des jumeaux) alors même qu'ils sont séparés.